# Stevenia fernandezi
Stevenia fernandezi är en tvåvingeart som beskrevs av Baez 1979. Stevenia fernandezi ingår i släktet Stevenia och familjen gråsuggeflugor.
Artens utbredningsområde är Kanarieöarna. Inga underarter finns listade i Catalogue of Life.